# Polycom (entreprise)
Pour les articles homonymes, voir Polycom.
Polycom  est une entreprise multinationale créée en 1990 et spécialisée dans les solutions de téléprésence et de communication vocale.
Avant 2016 l'action était cotée au NASDAQ avec le code PLCM.

## Histoire
Polycom lance son premier téléphone permettant d'effectuer des conférences, nommé SoundStation, en 1992.
Les appareils pour les conférences vidéo apparaissent en 1998, et les systèmes fonctionnant avec la technologie VoIP en 2001.
Polycom est racheté en 2016 par Mitel Networks.
Le titre est retiré de cotation au NASDAQ.
En mars 2018, Plantronics rachète Polycom, spécialisée dans la vidéo-conférence, pour 2 milliards de dollars.
Plantronics est coté en bourse.
En 2022, la nouvelle entité Poly est rachetée par HP Inc,.